# Schisma
La schisma es un pequeño intervalo musical que aparece (entre otros, con algunas variantes) en el sistema temperado como resultado de la comparación de la quinta temperada y la quinta perfecta. Su dimensión es de aproximadamente 2 cents.

## Origen
La schisma tiene su origen en la repartición de la coma pitagórica entre las doce quintas del círculo, con el objetivo de "templar" o "temperar" estas quintas y conseguir que el círculo se cierre, evitando la quinta del lobo por disolución de su diferencia respecto de las otras quintas.

## Características
La medida exacta de esta schisma es de un doceavo de coma pitagórica, y así los 24 cents de la coma pitagórica resultan en una schisma de 24/12 = 2 cents. La expresión matemática de la schisma es:
{\displaystyle {\sqrt[{12}]{\frac {({\frac {3}{2}})^{12}}{2^{7}}}}}
y obedece a la división en doce partes, mediante la raíz doceava, de la coma pitagórica resultante de la diferencia entre doce quintas perfectas de 3/2, y siete octavas.
La reducida dimensión de la schisma produce por interferencia unos batidos aceptablemente lentos entre las quintas temperada y pitagórica, si bien la velocidad de los batidos depende de la octava que se considere, de tal forma que en cada octava que se asciende hacia el agudo, la velocidad de estos batidos es doble. Tomando como referencia un La de 440 Hz, la quinta perfecta nos lleva a un Mi de 660 Hz, y la quinta temperada a un Mi que es una schisma más bajo, a 659.26 Hz. La velocidad de los batidos se obtiene de la diferencia entre las dos frecuencias que se han calculado para el Mi, y el resultado es aprox. 0.74 Hz, o sea, tres batidos cada cuatro segundos.
Los batidos lentos que produce la schisma justifican la calificación usual de "buenas" o "muy buenas" para las quintas temperadas. Otros intervalos pitagóricos resultan ligeramente suavizados por efecto de la schisma a causa de su acumulación en el encadenamiento de quintas que se utiliza para formar este intervalo. Por ejemplo, la tercera mayor temperada es cuatro schismas menor que el ditono pitagórico, formado por cuatro quintas perfectas. Igualmente, la tercera menor temperada es tres schismas mayor que la pitagórica, pues está compuesta de tres quintas.
- Datos: Q2368869